# Альбін Флешар
Альбін Ян Флешар (пол. Albin Jan Fleszar; псевдо «Сатир» (пол. Satyr); 1 березня 1888, с. Конколювка, Королівство Галичини та Володимирії, Австро-Угорська імперія, нині — Польща — 3 вересня або 3 листопада 1916, Слонім, нині Гродненська область, Білорусь) — польський геолог, військовик,  командир 7-го піхотного полку Польських легіонів. Учасник першої світової війни. Кавалер ордену «Virtuti Militari».

## Життєпис
Син Владислава та Зофії з родини Косібів. Батько Флешара вчителював у народній школі в Колколювці біля Блажова у Королівстві Галичини та Володимирії. Його мати Зофія з родини Косібів була дочкою війта села Корчина, що поблизу міста Коросна. У середині 1890-х років вони переїхали до села Мровля, що поблизу Ряшева, де Альбін відвідував школу, у якій викладав його батько. Навчаючись у середній школі у Ряшеві, сімнадцятирічний Альбін Флешар захворів на важку форму туберкульозу. З метою лікування батьки відправили його до Закопане. Там він зосередився на живопису, писав вірші і, перш за все, розвинув своє захоплення вивченням наук, що стосуються побудови Землі. Подолавши хворобу, він переїхав до гімназії у Перемишлі (нині — I середня загальноосвітня школа імені Ю. Словацького у Перемишлі), де 1908 року він склав іспити на атестат зрілості.
Того ж року він розпочав навчання в Геологічному інституті Львівського університету. Геологія — це те, чим Альбін Флешар захоплювався з дитинства. Він швидко став одним з найталановитіших учнів. Вже у 1912 році він опублікував у часописі «Космос» статтю під назвою «Новини про скам'янілості в шарах Бонаровецьких на північ від Коросна». Флешар провчився у Геологічному інституті до 1912 року. Це було результатом його опору автократичному і закритому для нових теорій, головним чином гіпотези про площинну будову земної кори, палким прихильником якої був Альбін Флешар. Він переїхав до Географічного інституту, де знайшов набагато більш відкрите для новин середовище. Там він започаткував безліч досліджень тектонічної будови Карпат. Після наукової експедиції у Ясельсько-Сяноцьку долину, організованої у 1913 році, Флешар наступного 1914 року опублікував у часописі «Космос» два нариси під назвами «Спроба морфогенезу Карпат на північ від Кросно» (пол. Próba morfogenezy Karpat położonych na północ od Krosna, фр. Sur la morphogénèse des Karpathes situées au Nord de Krosno) та «З морфогенезу Низьких Бескидів» (пол. Z morfogenezy Niskiego Beskidu). Співпрацював з професором Львівського університету Еугеніушем Ромером та був членом Польської фізіографічної комісії Польської академії знань. Також кинутий на Волинь, де під час боїв Польських легіонів проводив геологічні спостереження та робив нотатки. Результатом стала праця під назвою «Нотатки про польський пейзаж. Дослідження між Тур'єю та Стиром» (пол. Uwagi nad krajobrazem Polskim. Studia między Turią a Styrem, опубліковані у Звітах  математично-природничого факультету Варшавського наукового товариства у 1916 році.
У цей період він також розпочав активну діяльність у таємній військовій організації «Активний бойовий союз» (пол. Związek Walki Czynnej). Він закінчив вищий офіцерський курс Стрілецького союзу. Він був в числі 66-х нагороджених Юзефом Пілсудським офіцерським знаком стрілецьких об'єднань «Парасолька». Альбін Флешар створив багато стрілецьких команд в околицях Ряшева. Він також був лектором та організатором курсів та тренінгів для команд з Ряшівської округи.
Відразу після створення Польських легіонів в Кельцькій операції Флешар-Сатир командував у чині капітана (отримав 1 січня 1915 року) 2-м батальйоном майбутньої 1-ї бригади Польських легіонів. 10 травня 1916 року отримав звання майора, призначений командиром 6-го батальйону, з яким пройшов весь бойовий шлях 1-ї бригади. Наказом від 30 червня 1916 року він був призначений командиром 7-го піхотного полку. У підрозділах, якими він командував, серед підлеглих служили Леопольд Ліс-Кула, Казімєж Іранек-Осмецький, а капеланом був о. Станіслав Житкевич. Його солдати вважали Флешара вчителем та вихователем. У середині липня 1916 року спільно з Ю. Пілсудським, Ю. Галлером, К. Соснковським, К. Дзекановським, Ю. Щепаном, Б. Роєм, С. Бурхардт-Букацьким, М. Норвід-Нойгебауером, О. Бжоза-Бжезіною, В. Беліна-Пражмовським, В. Загорським підписав Меморандум до командування австро-угорської армії. Після відставки Пілсудського він впав у депресію і переконався, що дворічний кривавий легіонерський чин буде втрачений, 3 вересня 1916 року він покінчив життя самогубством у лікарні міста Слонім (нині — у Білорусі). Його поховали на місцевому цвинтарі. По закінченню першої світової війни його тіло було ексгумовано та перепоховано на Повонзківському цвинтарі у Варшаві 16 грудня 1916 року. На гробівці (розділ Т, рядок 1, могила 8) розміщено напис: «вчений і солдат загинули в боротьбі за свободу Вітчизни та честь нації». У некролозі надруковаму у часописі «Kurier Warszawski» написано: «Майор польських легіонів, командир 7-го полку 1-ї бригади легіонів, помер у Слонімі 3 листопада 1926 р. „Від труднощів війни“». Схожу дату смерті 3 листопада 1916 року подав часопис «Głos Rzeszowski», вказуючи, з дводенним запізненням, що 5 листопада 1916 року похоронна процесія вирушила з Слоніма. Дату його смерті 3 листопада 1916 року також надав музей Юзефа Пілсудського у місті Сулеювек, вказуючи, що Флешар покінчив життя самогубством після того, як австрійці прийняли клопотання Юзефа Пілсудського про звільнення 26 вересня 1916 року.

## Відзнаки
- Срібний хрест ордену «Virtuti Militari» (№ 7069) — посмертно[8].
- Хрест Незалежності[pl] — посмертно (19 грудня 1930 року за працю в справі відновлення незалежності)[9].
- Офіцерський знак стрілецьких об'єднань «Парасолька».

## Пам'ять
На урочистому засіданні 23 липня 1936 року Ряшівська міська рада постановила урочисто вшанувати пам'ять багатьох героїв Польських легіонів — уродженців Ряшева, включаючи Альбіна Флешара, назвавши ім'ям кожного з них вулицю у місті. Так, 1936 року в місцевості На Байках у Львові на пошану Альбіна Флешара була названа вулиця (нинішня вулиця Метрологічна).